# Xuân Thượng, Bảo Yên
Xuân Thượng là một xã thuộc huyện Bảo Yên, tỉnh Lào Cai, Việt Nam.
Xã có diện tích 42,72 km², dân số năm 1999 là 3.218 người, mật độ dân số đạt 75 người/km².